# Балаклейский городской совет
Балаклейский городской совет — входит в состав Балаклейского района Харьковской области Украины.
Административный центр городского совета находится в г. Балаклея.

## Населённые пункты совета
- г. Балаклея
- с. Крейдянка